# تاریخچه فری‌بی‌اس‌دی
جدول زیر تاریخچه انتشار نسخه‌های مختلف سیستم‌عامل فری‌بی‌اس‌دی را نشان می‌دهد.
| ایجاز: | نگارش قدیمی | نگارش قدیمی‌تر، هنوز پشتیبانی می‌شود | نگارش جاری | آخرین نگارش پیش‌نمایش | انتشار آتی |

| نسخه    | تاریخ انتشار    | پشتیبانی تا تاریخ | تغییرات عمده |
| ------- | --------------- | ----------------- | --- |
| 1.0     | نوامبر ۱۹۹۳     |                   | |
| 1.1     | می ۱۹۹۴         |                   | - برطرف کردن چندین مشکل اساسی بجامانده از ۳۸۶بی‌اس‌دی - اضافه کردن تعدادی پورت جدید از جمله اکس‌فری۸۶, XView, InterViews, elm, nntp |
| 1.1.5   |                 |                   | |
| 1.1.5.1 | ژوئیه ۱۹۹۴      |                   | |
| 2.0     | ۲۲ نوامبر ۱۹۹۴  |                   | - مهاجرت کردن کد بیس از ۳۸۶بی‌اس‌دی به ۴٫۴بی‌اس‌دی - نصاب جدید - بوت لودر جدید - پشتیبانی از فایل‌سیستم‌های بیشتر (msdosfs, یونیون اف‌اس, kernfs) - آفست‌های ۶۴ بیتی برای فایل‌سیستم‌های بزرگ - فایل‌سیستم‌های قابل بارگذاری, گرفتن ماژول‌های قابل بارگذاری از نت‌بی‌اس‌دی |
| 2.0.5   | ۱۰ ژوئین ۱۹۹۵   |                   | - سیستم VM جدید - پشتیبانی کامل از کلاینت و سرور NIS - پشتیبانی از تراکنش TCP - پشتیبانی از ISDN - پشتیبانی از آداپتورهای FDDI و اترنت سریع (100Mbit) - مستندات چندزبانه - قرار دادن پورت‌های فری‌بی‌اس‌دی در رسانه نصب |
| 2.1     | ۱۹ نوامبر ۱۹۹۵  |                   | |
| 2.1.5   | ژوئیه ۱۹۹۶      |                   | - برطرف کردن باگ‌ها و مشکلات امنیتی - PCI bus probing - افزودن تعدادی درایور جدید |
| 2.1.6   | دسامبر ۱۹۹۶     |                   | - برطرف کردن باگ‌ها و مشکلات امنیتی - بهبودهایی در برنامه نصب |
| 2.1.7   | فوریه ۱۹۹۷      |                   | - برطرف کردن باگ‌ها و مشکلات امنیتی |
| 2.2     | مارس ۱۹۹۷       |                   | - NFSv3 - کامل کردن لایه سازگاری لینوکس با قالب ELF - افزودن بخش نهم صفحات راهنما برای روتین‌های هسته - phkmalloc جایگزین BSD malloc شد |
| 2.2.1   | آوریل ۱۹۹۷      |                   | - بروزرسانی کردن درایورهای Adaptec 2940 و Intel EtherExpress Pro drivers - برطرف کردن مشکل نصاب بسته سی‌دی‌رام. |
| 2.2.2   | می ۱۹۹۷         |                   | - NFSv3 پیشفرض شد - میزبانی مجازی FTP |
| 2.2.5   | ۲۲ اکتبر ۱۹۹۷   |                   | - بهبود پشتیبانی از پردازنده‌های سیریکس و AMD - کتابخانه جدید VGA |
| 2.2.6   | ۲۵ مارس ۱۹۹۸    |                   | - فلاپی درایوهای ATAPI - بهبود دادن لایه شبیه‌سازی لینوکس - درایورهای جدید برای کارت صدا - پشتیبانی جدید از Plug and Play |
| 2.2.7   | ۲۲ ژوئیه ۱۹۹۸   |                   | - پشتیبانی از FAT32 - بروزرسانی به معماری PC98 |
| 2.2.8   | ۲۹ نوامبر ۱۹۹۸  |                   | - ابزار شکل‌دهی ترافیک دامی‌نت - پل‌زنی بر روی چندین کارت شبکه - پشتیبانی از درایوهای IDE بزرگتر از 8GiB |
| 3.0     | اکتبر ۱۹۹۸      |                   | - SMP - CAM - پرل 5 جایگزین پرل ۴ در سیستم شد - حالات ویدئویی VESA - KerberosIV |
| 3.1     | ۱۵ فوریه ۱۹۹۹   |                   | - پشتیبانی اولیه از یواس‌بی - PAM |
| 3.2     | ۱۷ می ۱۹۹۹      |                   | - افزودن ISC DHCP client به سیستم - گسترش پشتیبانی از دستگاه‌های یواس‌بی - بهبود پشتیبانی ازفایل‌سیستم‌ها (دسترسی مستقیم به NTFS) - افزونه‌های Joliet برای ISO 9660 |
| 3.3     | ۱۷ سپتامبر ۱۹۹۹ |                   | - بهبود پشتیبانی از یواس‌بی - بروزرسانی عمده در وینام - بهینه‌سازی‌هایی در آی‌پی‌فایروال - APM - فعال کردن پکت فیلتر برکلی به شکل پیشفرض - افزودن تعداد زیادی درایور جدید |
| 3.4     | ۲۰ دسامبر ۱۹۹۹  |                   | - نت‌گراف - پشتیبانی از RAID-5 در وینام - ICMP و برطرف کردن دیگر مشکلات امنیتی |
| 3.5     | ۲۴ ژوئن ۲۰۰۰    |                   | - بروزرسانی قابل توجه در وینام - audio mixer بروزرسانی شد - افزودن گزینه نصب از روی HTTP |
| 4.0     | ۱۴ مارس ۲۰۰۰    |                   | - پشته پروتکل‌های IPv6 و آی‌پی‌سک از پروژه کامه گرفته شدند (برنامه‌ها هم برای پشتیبانی از IPv6 بروزرسانی شدند) - افزودن اوپن‌اس‌اس‌اچ به سیستم - درایورهای جدید ATA/ATAPI (برای همه ATA دیسک‌های سازگار با و تیپ درایوهای ATAPI CDROM, CD-R, CD-RW, DVD-ROM, DVD-RAM, LS120, ZIP) - شبیه‌سازیی فایل‌های باینری SVR4 - burncd - پشتیبانی از آداپتور اترنت USB - فیلترهای accept - رمزنگاری در telnet |
| 4.1     | ۲۷ ژوئیه ۲۰۰۰   |                   | - Kqueue - بهینه‌سازی در IPsec - گسترش پشتیبانی از معماری دک آلفا - پشتبانی از دستگاه‌های یواس‌بی در نصب پیشفرض |
| 4.1.1   | ۲۷ سپتامبر ۲۰۰۰ |                   | - درایور دستگاه مجازی اترنت برای پل زدن - پشتیبانی از کنترلر ATA100 |
| 4.2     | ۲۱ نوامبر ۲۰۰۰  |                   | - پشتیبانی اولیه از اسکنرهای یواس‌بی - پشتیبانی از مودم‌های یواس‌بی - برطرف کردن مشکلاتی در سرریز بافر - تجدید نظر در ساختار پورت‌های فری‌بی‌اس‌دی |
| 4.3     | ۲۰ آوریل ۲۰۰۱   |                   | - بروزرسانی‌هایی در درایورهای کارت صدا - برطرف کردن باگ‌های TCP - گسترش دادن kqueue به لایه دستگاهی |
| 4.4     | ۲۰ سپتامبر ۲۰۰۱ |                   | - شناسایی پردازنده‌های جدید (Transmeta Crusoe) - پشتیبانی از SSE - پشتیبانی از smbfs در هسته - CIFS - بروزرسانی کردن پشته IPv6 |
| 4.5     | 29 January 2002 | ۳۱ دسامبر ۲۰۰۲    | - بهینه‌سازی‌هایی در TCP (توان عملیاتی, کارایی, و کاهش اثرات محروم‌سازی از سرویس) - فعال کردن سافت آپدیتز به صورت پیشفرض - بهبود دادن لایه سازگاری با لینوکس - بوت لودر برای بوت شدن از روی فایل‌سیستم‌هایی با بلاک‌های ۱۶ کیلوبایتی بروزرسانی شد (بروزرسانی از بلاک‌های ۸ کیلوبایتی) |
| 4.6     | ۱۵ ژوئن ۲۰۰۲    | می ۲۰۰۳           | - بروزرسانی کردن اکس‌فری۸۶ به نسخه ۴٫۲٫۰ - بروزرسانی کردن درایورها و افزودن درایورهای جدید |
| 4.6.2   | ۱۵ آگوست ۲۰۰۲   | می ۲۰۰۳           | - برطرف کردن مشکلات مرتبط با ATA - برطرف کردن مشکلات امنیتی |
| 4.7     | ۱۰ اکتبر ۲۰۰۲   | دسامبر ۲۰۰۳       | - پشتیبانی از دستگاه‌های یواس‌بی و کنترلرهای دیسک سخت جدید - معرفی کردن نسخه ۲ آی‌پی‌فایروال (به صورت پیشفرض غیرفعال است) |
| 4.8     | ۳ آوریل ۲۰۰۳    | ۳۱ مارس ۲۰۰۴      | - پشتیبانی اولیه از Firewire و HyperThreading - چارچوب رمزنگاری درون‌هسته‌ای از اوپن‌بی‌اس‌دی گرفته شد - درایور ata برای دسترسی داشتن به دستگاه‌های ATA مشابه دستگاه‌های واسط سیستم ریزکامپیوتر با استفاده از |
| 4.9     | ۲۸ اکتبر ۲۰۰۳   | ۳۱ اکتبر ۲۰۰۴     | - افزونه‌های آدرس فیزیکی - برطرف کردن اشکالات آی‌پی‌فایروال |
| 4.10    | ۲۷ می ۲۰۰۴      | می ۲۰۰۶           | - پشتیبانی از یواس‌بی۲ - افزودن فایل‌های ports/CHANGES و ports/UPDATING به پورت‌های فری‌بی‌اس‌دی |
| 4.11    | ۲۵ ژانویه ۲۰۰۵  | ۳۱ ژانویه ۲۰۰۷    | - بروزرسانی کردن اکس‌فری۸۶ به نسخه ۴٫۴٫۰ - پیاده‌سازی کردن per-interface polling برای کارت‌های شبکه |
| 5.0     | ۱۴ ژانویه ۲۰۰۳  | ۳۰ ژوئن ۱۰۰۳      | - پشتیبانی از پردازنده‌های اولترااسپارک و IA-64 - پشتیبانی از SMP (عمده قسمت‌های هسته از قفل بزرگ آزاد شد) - جئوم - کنترل دسترسی اجباری از پروژه تراستد بی‌اس‌دی گرفته شد - قابلیت اجرای fsck در پس‌زمینه - بلوتوث - ACPI - CardBus - devfs - پشتیبانی از UFS2 - پشتیبانی از یودی‌اف - درایورهایی برای DRI, PAM - حذف کردن پشتیبانی از معماری 80386 در هسته پیشفرض - حذف کردن kernfs و UUCP - بازی‌های سنتی بی‌اس‌دی از درخت پورت‌ها وارد نصب پیشفرض شدند - پرل از نصب پیشفرض حذف شد - گرفتن چارچوب rc.d از نت‌بی‌اس‌دی - اضافه کردن BSDPAN - استفاده از cdboot به طور پیشفرض |
| 5.1     | ۹ ژوئن ۲۰۰۳     | فوریه ۲۰۰۴        | - پشتیبانی آزمایشی از AMD64 - کتابخانه‌های ریسه 1:1 و M:N آزمایشی برای پردازش چند ریسه‌ای - Name Service Switch آزمایشی - افزونه‌های آدرس فیزیکی - GEOM و devfs الزامی - پشتیبانی از IPv6 در لایه سازگاری با لینوکس, نسخه آزمایشی زمان‌بندی یوال‌ئی - برداشتن پشتیبانی از Xerox Network Systems - پشتیبانی لایه CAM از دستگاه‌هایی با 232 بلاک - حذف کردن اسکریپت‌های بوت به تاریخ‌پیوسته بی‌اس‌دی - بروزرسانی کردن اکس‌فری۸۶ به نسخه ۴٫۳٫۰ - آغاز ترجمه مستندات به زبان دانمارکی                                                                                           |
| 5.2     | ۹ ژانویه ۲۰۰۴   | ۳۱ دسامبر ۲۰۰۴    | - پشتیبانی از AMD64 به عنوان یک معماری رده ۱ - بروزرسانی کردن صفحه‌بند swap - بروزرسانی‌هایی در IPv6, IPSec و بلوتوث - تغییرات عمده در درایور ata (حذف کردن قفل بزرگ) - پشتیبانی از کلاینت NFSv4 - آغاز شدن ترجمه مستندات به زبان ترکی استانبولی - حذف کردن شبیه‌سازی ممیز شناور در معماری i386 - درایورهای جدید و بهبودیافته برای دستگاه‌های IDE, SATA, و 802.11a/b/g - پشتیبانی آزمایشی از فیلترینگ چندریسه‌ای و فورواردینگ ترافیک IP |
| 5.2.1   | ۲۵ فوریه ۲۰۰۴   | ۳۱ دسامبر ۲۰۰۴    | - بهبود یافتن ATA/IDE و SATA |
| 5.3     | ۶ نوامبر ۲۰۰۴   | ۳۱ اکتبر ۲۰۰۶     | - ALTQ - اضافه کردن یک چارچوب اشکال‌زدایی جدید - گرفتن پی‌اف از اوپن‌بی‌اس‌دی - رابط سازگاری باینری برای اجرا کردن درایورهای NDIS یه صورت بومی - اکس.ارگ 6.7 جایگزین اکس‌فری۸۶ شد - سازماندهی مجدد درایور کارت صدا - فعال شدن رمزنگاری در نصب پیشفرض |
| 5.4     | ۹ می ۲۰۰۵       | ۳۱ اکتبر ۲۰۰۶     | - گنجاندن پروتکل آدرس افزونگی مشترک در سیستم که از اوپن‌بی‌اس‌دی گرفته شده است |
| 5.5     | ۲۵ می ۲۰۰۶      | ۳۱ می ۲۰۰۸        | - در دسترس قرارگرفتن هر دو هسته در پردازنده‌های دوهسته‌ای در کرنل‌هایی که در آنها SMP فعال شده |
| 6.0     | ۴ نوامبر ۲۰۰۵   | ۳۱ ژانویه ۲۰۰۷    | - پشتیبانی آزمایشی از پاورپی‌سی - پروتکل امنیتی WPA - درایورهای جدید برای کارت‌های شبکه بی‌سیم - پشتیبانی کامل از 802.11g, 802.11i, 802.1x و افزونه‌های WME/WMM - بهینه‌سازی‌هایی در دسترسی مستقیم به دیسک و فایل‌سیستم |
| 6.1     | ۸ می ۲۰۰۶       | ۳۱ می ۲۰۰۸        | - مالتی‌پلکسر صفحه‌کلید - بهبود پایداری در فایل‌سیستم‌ها - پیکربندی خودکار بسیاری از دستگاه‌های بلوتوث - درایورهایی برای اترنت - SAS و کنترلرهای SATA RAID |
| 6.2     | ۱۵ ژانویه ۲۰۰۷  | ۳۱ می ۲۰۰۸        | - پشتیبانی از کنسول ایکس‌باکس - اوپن‌بی‌اس‌ام - افزودن قابلیت نشانه‌گذاری بسته‌ها در آی‌پی‌فایروال - freebsd-update (بروزرسانی و رفع مشکلات امنیتی به روش باینری) - OpenIPMI |
| 6.3     | ۱۸ ژانویه ۲۰۰۸  | ۳۱ ژانویه ۲۰۱۰    | - اکس.ارگ به نسخه ۷٫۳ بروزرسانی شد - پیاده‌سازی مجدد یونیون‌اف‌اس - افزودن دستور upgrade به freebsd-update |
| 6.4     | ۲۸ نومابر ۲۰۰۸  | ۳۰ نوامبر ۲۰۱۰    | - پشتیبانی از کاملیا سایفر - اعمال تغییراتی در بوت لودر - تصاویر iso از DVD نصب برای AMD64 و i386 |
| 7.0     | ۲۷ فوریه ۲۰۰۸   | ۳۰ آوریل ۲۰۰۹     | - زی‌اف‌اس و جی‌پی‌تی - پیاده‌سازی مرجع از SCTP - پشتیبانی از معماری آرم - پشتیبانی از HDA - جایگزین شدن jemalloc با phkmalloc - متوقف کردن پشتیبانی از معماری دک آلفا |
| 7.1     | ۴ ژانویه ۲۰۰۹   | ۲۸ فوریه ۲۰۱۱     | - دی‌تریس - زمان‌بند یوال‌ئی زمانبند پیشفرض در معماری‌های i386 و amd64 شد. |
| 7.2     | ۴ می ۲۰۰۹       | 30 June 2010      | - پشتیبانی از پردازنده‌های اولترااسپارک سه - استفاده شفاف از سوپرپیج‌ها در زیرسیستم حافظه مجازی - بهبود دادن زندان‌های فری‌بی‌اس‌دی |
| 7.3     | ۲۳ مارس ۲۰۱۰    | ۳۱ مارس ۲۰۱۲      | - بوت لودر جدید gptzfsboot (پشتیبانی از جی‌پی‌تی و زی‌اف‌اس) - زی‌اف‌اس به نسخه ۱۳ بروزرسانی شد - پرل به نسخه ۵٫۱۰ بروزرسانی شد - پشتیبانی از پردازنده‌های ویا نانو |
| 7.4     | ۲۴ فوریه ۲۰۱۱   | ۲۸ فوریه ۲۰۱۳     | - افزودن پشتیبانی از پردازنده‌های اولترااسپارک چهار, IV+ و اسپارک۶۴ پنج - کنترل جریان دوطرفه از IEEE 802.3 (در miibus). |
| 8.0     | ۲۵ نوامبر ۲۰۰۹  | ۳۰ نوامبر ۲۰۱۰    | - پشته یواس‌بی جدید - بروزرسانی کردن زندان‌های فری‌بی‌اس‌دی برای پشتیبانی از قابلیت‌های جدیدتر - نسخه ۳٫۰ از زمان‌بند ULE - سوپرپیج‌ها - پشتیبانی از NFSv4 |
| 8.1     | ۲۳ ژوئیه ۲۰۱۰   | ۳۱ ژوئیه ۲۰۱۲     | ذخیره‌سازی با دسترس‌پذیری بالا - بهینه‌سازی‌هایی در آی‌فایروال و دامی‌نت - SMP در سیستم‌های PowerPC G5 - فایل‌سیستم MP-safe MS-DOS - افزودن zfsloader - پشتیبانی از ای‌سی‌ال‌های zfsloader در UFS و ZFS |
| 8.2     | ۲۴ فوریه ۲۰۱۱   | ۳۱ ژوئیه ۲۰۱۲     | - قرار دادن V4L در لایه سازگاری با لینوکس |
| 8.3     | ۱۸ آوریل ۲۰۱۲   | ۳۰ آوریل ۲۰۱۴     | - graid جایگزین ataraid شد - بروزرسانی کردن زی‌اف‌اس به نسخه ۲۸ - قابلیت دی‌تریس بر روی باینری‌های لینوکس |
| 8.4     | 7 June 2013     | 30 June 2015      | [ ۶۲ ] [ ۶۳ ] |
| 9.0     | ۱۲ ژانویه ۲۰۱۲  | ۳۱ مارس ۲۰۱۳      | - پشتیبانی از دی‌تریس در برنامه‌های فضای کاربری - جایگزین شدن جی‌سی‌سی با کلنگ و ال‌ال‌وی‌ام در سیستم - پشتیبانی از یواس‌بی ۳٫۰ - افزودن SoftUpdates+Journal در UFS - منتقل کردن درایورهای ATA به سیستم CAM - بروزرسانی کرد زی‌اف‌اس به نسخه ۲۸ - bsdinstall جایگزین sysinstall شد |
| 9.1     | ۳۰ سپتامبر ۲۰۱۲ | ۳۱ دسامبر ۲۰۱۴    | - بروزرسانی کردند درایورهای کارت صدا - بهبود کارایی پشته IPv6 - پشته سی++ جدید - پشتیبانی از devfs, nullfs و ZFS در زندان‌ها - بهبود تعادل بار sched_ule SMT |
| 9.2     | ۳۰ سپتامبر ۲۰۱۳ | ۳۰ سپتامبر ۲۰۱۴   | - پشتیبانی از فشرده‌سازی LZ4 و تریم در ZFS - حذف کردن درایورهای Firewire |
| 10.0    |                 |                   | - بهبود مجازی‌سازی - بی‌هایو - بروزرسانی‌هایی در یواس‌بی - استفاده از کلنگ به صورت پیشفرض - کاپسیکام - پی‌کاجی - LDNS و Unbound جایگزین BIND در سیستم شدند - پشتیبانی از رزبری پای - IEEE 802.11s - فیوز |
| نسخه    | تاریخ انتشار    | پشتیبانی تا تاریخ | تغییرات عمده |